# Scott Moninger
Scott Moninger (né le 20 octobre 1966 à Atlanta) est un coureur cycliste américain. Professionnel de 1991 à 2007, il a gagné 275 courses, la plupart aux États-Unis, et a remporté l'USA Cycling National Road Calendar. Il a fait partie de l'équipe nationale américaine aux championnats du monde amateurs en 1990 et professionnels en 1999.
En août 2002, lors de la Saturn Classic, il a fait l'objet d'un contrôle antidopage positif à un stéroide anabolisant, qui lui vaut une suspension de un an. Il revient à la compétition en novembre 2003. En 2010, il reprend sa carrière dans l'équipe amateur Horizon Panache Cycling ou il côtoie Colby Pearce avec qui il partage le même métier coach cycliste.

## Palmarès
- 1988
  - 2e de la Mammoth Classic
- 1989
  - Redlands Bicycle Classic :
    - Classement général
    - 1reétape

  - Tour du Canada
- 1990
  - 3e de la Redlands Bicycle Classic
- 1991
  - 5e étape de la Killington Stage Race
  - 3e étape de la 89er Stage Race
  - 3e étape du Tour de Nouvelle-Zélande
  - 2e de la Killington Stage Race
  - 3e de la 89er Stage Race
- 1992
  - West Virginia Classic
  - Killington Stage Race :
    - Classement général
    - 2e et 4e étapes

  - Mammoth Classic :
    - Classement général
    - 1re et 4e étapes

  - 2e de la Nevada City Classic
  - 2e du Tour des Adirondacks
  - 2e du Tour de la Willamette
- 1993
  - 4e étape de la Cascade Cycling Classic
  - 12e étape du Herald Sun Tour
  - 2e et 4e étapes de la Killington Stage Race
  - 2e et 4e étapes du Mazda Alpine Tour
  - 2e de la Cascade Cycling Classic
  - 2e de la Killington Stage Race
  - 3e du Tour de la Willamette
- 1994
  - Nevada City Classic
  - Tour de Toona
  - 6e étape de la West Virginia Classic
  - 2e de la Nevada City Classic
  - 3e de la Killington Stage Race
- 1995
  - 3e étape de la Cascade Cycling Classic
  - Redlands Bicycle Classic :
    - Classement général
    - 2e étape

  - 2e de la Killington Stage Race
- 1996
  - Herald Sun Tour :
    - Classement général
    - 4e étape

  - 2e de la Melbourne to Warrnambool Classic
  - 3e de la Nevada City Classic
- 1997
  - Nevada City Classic
  - 3e du Tour de Toona
  - 3e de la Redlands Bicycle Classic
- 1998
  - 5e étape de la Cascade Cycling Classic
  - Mount Evans Hill Climb
  - Colorado Classic :
    - Classement général
    - 2e étape

  - Oredigger Classic
  - Carolina Cup
  - Prologue et 4e étape de la Killington Stage Race
  - 5e étape du Tour de Toona
  - 8eb et 9e étapes du Herald Sun Tour
  - 3e de la Killington Stage Race
- 1999
  - Cascade Cycling Classic :
    - Classement général
    - 2e, 3e et 6e étapes

  - Nevada City Classic
  - 3e de la Redlands Bicycle Classic
  - 3e du Tour de Beauce
- 2000
  - Celestonial Seasings Red Zinger Race
  - Mount Evans Hill Climb
  - Sara Kay Memorial
  - Tour de la Willamette :
    - Classement général
    - 1re et 3eétapes

  - 2e étape de la Valley of the Sun Stage Race
  - 4ea étape du Tour de Beauce
  - Zinger Cycling Challenge
  - Cascade Classic :
    - Classement général
    - 1re et 5e étapes

  - 6e étape du Tour de Toona
  - 2e de la Sea Otter Classic
  - 2e du Herald Sun Tour
  - 3e du Tour de Beauce
- 2001
  - Oredigger Classic
  - Tour de Lafayette
  - 1re et 4e étapes du Tour de la Willamette
  - Tour of the Gila :
    - Classement général
    - 1re, 2e et 5e étapes

  - 6ea étape du Tour de Beauce
  - Cascade Classic :
    - Classement général
    - 2e et 5e étapes

  - Mount Evans Hill Climb
  - Green Mountain Stage Race :
    - Classement général
    - 1re et 3e étapes

  - 2e du Tour de Beauce
  - 3e de la Fitchburg Longsjo Classic
- 2002
  - Tour de Bisbee :
    - Classement général
    - 1re, 3e et 4e étapes

  - Mount Evans Hill Climb
  - 2e du Tour of the Gila
  - 3e de la Valley of the Sun Stage Race
- 2003
  - 11e étape du Herald Sun Tour
- 2004
  - Iron Horse Classic
  - Tour of the Gila :
    - Classement général
    - 2e, 3e et 5e étapes

  - Boulder Stage Race :
    - Classement général
    - 1re étape

  - 6e étape du Tour de Toona
  - Tour of Kansas City
  - 4e étape de la Colorado Classic
  - Mercy Celebrity Classic :
    - Classement général
    - 2e étape

  - 2e du Mount Evans Hill Climb
  - 3e du Tour de Beauce
- 2005
  - USA Cycling National Road Calendar
  - San Dimas Stage Race :
    - Classement général
    - 1re étape

  - Joe Martin Stage Race
  - 3e étape du Tri-Peaks Challenge Arkansas
  - Tour de Nez :
    - Classement général
    - 2e et 3e étapes

  - Cascade Classic :
    - Classement général
    - 2e étape

  - Parker Mainstreet Omnium
  - Mount Evans Hill Climb
  - Tour de Toona :
    - Classement général
    - 6e étape

  - 2e étape de la Celebrity Classic Critérium
- 2006
  - Oredigger Classic
  - 2e étape du Tour of the Gila
  - 3e étape du Joe Martin Stage Race
  - Nevada City Classic
  - Mount Evans Hill Climb
  - Tour de l'Utah :
    - Classement général
    - 4e étape

  - 2e étape du Parker Mainstreet Omnium
  - 6e étape de la Mount Hood Classic
  - 2e du Tour of the Gila
  - 2e du Parker Mainstreet Omnium
  - 3e de la Redlands Bicycle Classic
  - 3e de la Joe Martin Stage Race
  - 3e de la Mount Hood Classic
- 2007
  - San Dimas Stage Race :
    - Classement général
    - 1re étape

  - 1re étape de la Redlands Bicycle Classic
  - 5e étape du Tour of the Gila
  - 2e de la Nevada City Classic
  - 2e du Mount Evans Hill Climb
  - 3e du Tour of the Gila

## Classements mondiaux
| Année            | 2005 |
| ---------------- | ---- |
| UCI America Tour | 104e |